# Eli Babalj
Eli Babalj, né le 21 février 1992 à  Sarajevo (Yougoslavie), est un footballeur australien. Il joue au poste d'attaquant avec l'équipe d'Australie et les Newcastle United Jets. Il possède également la nationalité bosnienne.

## Biographie

### Carrière en équipe nationale
Eli Babalj est convoqué pour la première fois par le sélectionneur national Holger Osieck pour un match amical face à la Corée du Sud le 14 novembre 2012. Il entre en jeu à la place de Nikita Rukavytsya à la 82e minute de jeu.
Il compte 2 sélections et 2 buts avec l'équipe d'Australie depuis 2012.

## Statistiques

### Statistiques en club
| Saison                | Club                  | Championnat           | Championnat | Championnat | Coupe(s) nationale(s) | Coupe(s) nationale(s) | Compétition(s) continentale(s) | Compétition(s) continentale(s) | Compétition(s) continentale(s) | Sélection | Sélection | Sélection | Total | Total |
| Saison                | Club                  | Division              | M.          | B.          | M.                    | B.                    | Comp.                          | M.                             | B.                             | Équipe    | M.        | B.        | M.    | B.    |
| 2010 - 2011           | Melbourne Heart       | A-League              | 13          | 2           | -                     | -                     | -                              | -                              | -                              | -         | -         | -         | 13    | 2     |
| 2011 - 2012           | Melbourne Heart       | A-League              | 22          | 9           | -                     | -                     | -                              | -                              | -                              | -         | -         | -         | 22    | 9     |
| 2012 - 01/2013        | Étoile rouge Belgrade | SuperLiga             | 6           | 1           | 1                     | 0                     | C3                             | 1                              | 0                              | Australie | 3         | 2         | 11    | 3     |
| 01/2013 - 2013        | Melbourne Heart       | A-League              | 9           | 1           | -                     | -                     | -                              | -                              | -                              | -         | -         | -         | 9     | 1     |
| 2013 - 2014           | AZ Alkmaar            | Eredivisie            | -           | -           | -                     | -                     | -                              | -                              | -                              | -         | -         | -         | 0     | 0     |
| Total sur la carrière | Total sur la carrière | Total sur la carrière | 49          | 13          | 2                     | 0                     | -                              | 1                              | 0                              | Australie | 3         | 0         | 55    | 13    |

### Buts internationaux
| Buts d'Eli Babalj en sélection | Buts d'Eli Babalj en sélection | Buts d'Eli Babalj en sélection | Buts d'Eli Babalj en sélection | Buts d'Eli Babalj en sélection | Buts d'Eli Babalj en sélection | Buts d'Eli Babalj en sélection                 | Buts d'Eli Babalj en sélection |
|                                | Date                           | Lieu                           | Adversaire                     | Score                          | Résultat                       | Compétition                                    |                                |
| ------------------------------ | ------------------------------ | ------------------------------ | ------------------------------ | ------------------------------ | ------------------------------ | ---------------------------------------------- | ------------------------------ |
| 1                              | 7 décembre 2012                | Hong Kong Stadium, Hong Kong   | Guam                           | 2 - 0                          | 9-0                            | Éliminatoires de la Coupe d'Asie de l'Est 2013 |                                |
| 2                              | 7 décembre 2012                | Hong Kong Stadium, Hong Kong   | Guam                           | 4 - 0                          | 9-0                            | Éliminatoires de la Coupe d'Asie de l'Est 2013 |                                |

## Palmarès
- Champion d'Australie en 2016 avec Adelaide United